# Рахмон, Озода
Озода́ Рахмо́н (тадж. Озода Раҳмон; род. 3 января 1978, Дангара, Таджикская ССР, СССР), до 2014 года Озода Эмомалиевна Рахмонова (тадж. Озода Эмомалиевна Раҳмонова) — таджикский государственный и политический деятель, с 2016 года глава исполнительного аппарата (президентской администрации) президента Таджикистана, по совместительству сенатор и глава комиссии в верхней палате парламента Таджикистана.
Также известна как вторая дочь действующего президента Таджикистана — Эмомали Рахмона. Кандидат юридических наук, имеет чин государственного советника юстиции и дипломатический ранг чрезвычайного и полномочного посла.

## Биография
Родилась в Дангаре. В 1995 году поступила в Таджикский национальный университет, который окончила в 2000. В 2004 году поступила одновременно в два высших учебных заведения в США — в Джорджтаунский университет в Вашингтоне и Мэрилендский университет в Колледж-Парке. В 2005 году стала работать в должности атташе по культуре и образованию в посольстве Республики Таджикистан в США. В 2007 году вернулась в Таджикистан и два года работала начальником консульского управления МИД Республики Таджикистан. В 2009 году назначена заместителем министра иностранных дел Таджикистана, а в 2014 году первым заместителем министра иностранных дел.
В 2012 году защитила кандидатскую диссертацию на тему «Развитие законодательства о правах и свободах женщин в Таджикистане (1917—2011 годы)», и получила степень кандидата юридических наук. Помимо таджикского, владеет русским и английским языками. 
В 2016 году указом президента Таджикистана и по совместительству своего отца — Эмомали Рахмона, Озода Рахмон возглавила исполнительный аппарат президента страны, по сути — главой президентской администрации, став одним из ключевых людей в высших эшелонах власти Таджикистана. В том же 2016 году она была избрана сенатором от города Душанбе и возглавила правовой комитет в верхней палате парламента Таджикистана — Национальном совете. В 2017 году указом президента страны получила чин государственного советника юстиции. 

## Личная жизнь
Замужем за финансистом Джамолиддином Нуралиевым, с которым она познакомилась во время учёбы в Мэрилендском университете в Колледж-Парке, где они оба учились. У них пятеро детей. Джамолиддин Нуралиев с 2015 года занимает должность первого заместителя председателя Национального банка Таджикистана. До этого, в 2007—2010 годах он был заместителем министра финансов Таджикистана, в 2010—2015 — первым замминистра финансов. Помимо Мэрилендского университета в Колледж-Парке, он окончил Таджикский государственный университет коммерции.

## Критика
Озода Рахмон вместе со своим отцом Эмомали Рахмоном и другими членами семьи критикуется наблюдателями за кумовство, установленное в стране. Отмечается, что семья президента «утопает в роскоши» и контролирует большую часть экономики и денежных потоков страны и занимается собственным обогащением. Муж Озоды Рахмон — Джамолиддин Нуралиев будучи зятем действующего президента, несмотря на явный конфликт интересов, является первым заместителем председателя Национального банка страны, через который проходят большие денежные потоки. Кроме того, он согласно независимым СМИ негласно владеет одним из крупнейших банков Таджикистана — «Спитамен Банком», а также одним из крупнейших в стране пивзаводов и акциями имеющихся в Таджикистане платных дорог. 
Озода Рахмон выступила с инициативой законопроекта о наделении правоохранительных органов Таджикистана правом отслеживать граждан в интернете, и выявлять посещающих нежелательные и внесенные в реестр террористических и экстремистских сайты. Он был одобрен в парламенте.

## Награды
- Орден «Шараф»
- Медаль «МПА СНГ. 25 лет» (27 марта 2017 года, Межпарламентская ассамблея СНГ) — за заслуги в деле развития и укрепления парламентаризма, за вклад в развитие и совершенствование правовых основ функционирования Содружества Независимых Государств, укрепление международных связей и межпарламентского сотрудничества[5]

## Интересные факты
В апреле 2014 года по примеру своего отца, она отказалась от суффикса «-ова» в своей фамилии, став Озодой Рахмон.